# Hoveyzeh
Hoveyzeh (farsi هویزه) è una città dello shahrestān di Dasht-e-Azadegan, circoscrizione di Hoveyzeh, nella provincia del Khūzestān. Aveva, nel 2006, una popolazione di 14.422 abitanti.